# مغالطة معدل الأساس
مغالطة معدل الأساس أيضا تسمى إهمال معدل الأساس أو انحياز معدل الأساس هي مغالطة رسمية عندما تُقدم مع معلومات متعلقة بمعدل الأساس (كالمعلومات العامة) ومعلومات مُحدَدَة (المعلومات المتعلقة بحالة معينة فقط)، فسيميل العقل في هذا الموقف إلى تجاهل المجموعة الأولى من المعلومات والتركيز على المجموعة الثانية.
مغالطة معدل الأساس هي نوع من أنواع إهمال الامتداد (أحد أنواع الانحياز المعرفي).

## مفارقة الإيجابية الكاذبة
أحد أنواع مغالطة معدل الأساس هي مفارقة الإيجابية الكاذبة، عندما تكون احتمالية ظهور نتائج اختبارات إيجابية كاذبة أكبر من احتمالية حدوث نتائج إيجابية حقيقية للأختبارات. يحدُث ذلك عندما يكون التعداد السكاني الكلي لديه نسبة حدوث حالة معينة ونسبة الحدوث هذه أقل من نسبة الأيجابية الكاذبة. احتمالية تحصيل نتيجة الاختبار الإيجابي لا تحددها فقط دقة الأختبار ولكن تحددها أيضا صفات العينة المأخوذة من السكان. عند الحدوث، نسبة اللذين لديهم حالة معينة، أقل من معدل الأيجابية الكاذبة للأختبار، حتى الأختبارات اللتي لديها فرصة قليلة في اعطاء نتائج ايجابية كاذبة في حالة واحدة مُفردة ستعطي نتائج ايجابية كاذبة أكثر من النتائج الايجابية الحقيقية بشكل كلي. لذلك، في مجتمع فيه عدد قليل من الناس المصابين (أقل نسبيًا من الايجابيات الكاذبة اللتي يعطيها الأختبار) سيكون هنالك في الحقيقة ناس تثبُتُ إصابتهم بمرضٍ معين بشكل غير صحيح من دون أن يكون لديهم ذلك المرض أكثر من الناس اللذين تثبُتُ إصابتهم بالمرض وهم لديهم المرض فعلاً. هذه المفارقة قد فاجئت الكثيرين.
من غير البديهي عند تفسير نتيجة إيجابية في اختبار ما على سكان لديهم نسبة إصابة منخفضة بعد التعامل مع نتائج إيجابية اّتية من سكان ليديهم نسبة إصابة عالية. إذا كانت نسبة الايجابيات الكاذبة لأحد الأختبارات أعلى من نسبة مقدار السكان الجدد اللذين لديهم الحالة، فمدير الأختبار اللذي خبرتهُ اّتية من اختبار سكان ذوي نسبة إصابة عالية يُمكن أن يستنتج عن طريق تلك الخبرة أن النتائج الأيجابية للأختبار عادةً تُشير إلى موضوع ايجابي، بينما في الحقيقة والأكثر احتمالاً للحدوث هو أن تكون النتائج الأيجابية المستنتجة هي كاذبة.

## أمثلة

### المثال 1: فيروس نقص المناعة البشرية

#### في حالة سكان ذوي نسبة حدوث عالية
تخيل إجراء اختبار فيروس نقص المناعة البشرية على العينة السكانية (أ) من 1000 شخص، فيها 40% من الناس مصابين. الاختبار فيه نسبة ايجابية كاذبة 5% ولا يوجد نسبة سلبية كاذبة. النتيجة المتوقعة لهؤلاء الألف اختبار على العينة السكانية (أ) سيكون:
مصابين والأختبار يُظهر نتيجة ايجابية حقيقية
1000 × 40/100 = 400
400 شخص سيستلمون نتيجة ايجابية حقيقية
غير مصابين والأختبار يُظهر نتيجة ايجابية كاذبة
1000 × 100 – 40/100 × 0.05 = 30
ال570 شخصًا المتبقين نتيجتهم ستكون سلبية حقيقية.
لذلك، في العينة السكانية (أ) الشخص اللذي يستلم نتيجة اختبار ايجابية سوف يكون واثق بنسبة أكثر من 93% (400/30 + 400) بأنه مصاب بالمرض.

### مثال 2: السائقين في حالة الثمالة
يملك مجموعة من ضبّاط الشرطة جهاز لكشف الثمالة يعطي نتائجَ خاطئة في 5% من الحالات، بحيث يعطي نتيجة أنّ السائق مخمور بالوقت الذي يكون فيه السائق متّزناً. وبالمقابل فإنّ جهاز كاشف الثمالة لا يفشل أبداً في اكتشاف السائق المخمور بالفعل. وقد وُجد إحصائيّاً أنّ سائقاً واحداً فقط من كلّ ألف سائق يقود سيّارته في حالة ثمالة. لنفترض أن ضباط الشرطة أوقفوا السائق بشكل عشوائي، وأجبروا السائق على إجراء اختبار الكحول. وأشارت نتيجة الاختبار أنّ السائق في حالة سكر. نحن نفترض أنك لا تعرف أي شيء آخر عنه. ما هو احتمال أن يكون/ تكون بالفعل في حالة سكر؟
قد يجيب الكثيرون أنّ النسبة قد تصل إلى 95%، ولكن في الواقع فإنّ الاحتمال الصحيح هو حوالي 2%.
وفيما يلي شرح لذلك: في المتوسّط، لكلّ 1000 سائق تم اختباره:
- سائق واحد في حالة سكر، ومن المؤكّد 100% أنّ جهاز كشف الثمالة قد أعطى نتيجة إيجابيّة صحيحة، لذلك هناك نتيجة اختبار إيجابية حقيقيّة واحدة.
- مقابل 999 من السائقين ليسوا في حالة سكر، ويعطي جهاز كشف الثمالة نتائج (ثمالة إيجابية) خاطئة بنسبة 5%، ممّا يعني وجود 49.95 حالة (اكتشاف ثمالة خاطئ).

لذلك فإنّ احتمال أن يكون سائق ما من بين (1 + 49.95 = 50.95) سائق أعطى جهاز كشف الثمالة عند إجراء الفحص عليه نتيجة إيجابيّة ثملاً بالفعل هو {\displaystyle 1/50.95\approx 0.019627}.
ومع ذلك، فإنّ صحة هذه النتيجة تعتمد على تحقّق الافتراض الأوّلي بأنّ ضابط الشرطة قد أوقف السائق بشكل عشوائيّ، وليس بسبب القيادة السيّئة. في حالة وجود هذا السبب أو أي سبب آخر غير تعسّفي لإيقاف السائق، فإنّ الحساب ينطوي أيضًا على احتمال أن يقود سائق مخمور القيادة بكفاءة وأن يقود سائق غير مخمور بغير كفاءة.
بشكلٍ أكثر رسميّة، يمكن الحصول على نفس النتيجة (احتمال 2%) باستخدام مبرهنة بايز. هدفنا هو الوصول إلى احتمال أن يكون السائق بالفعل في حالة ثمالة مع العلم أنّ نتيجة جهاز كشف الثمالة قد أشارت إلى ذلك، وهو ما سمنثّله كما يلي:
{\displaystyle p(\mathrm {drunk} \mid D)}
حيث تمثّل D السائق الثمل بالفعل، فيكون حسب مبرهنة بايز:
{\displaystyle p(\mathrm {drunk} \mid D)={\frac {p(D\mid \mathrm {drunk} )\,p(\mathrm {drunk} )}{p(D)}}.}
ووفقاً لحساباتنا السابقة فإنّ:
{\displaystyle p(\mathrm {drunk} )=0.001,}
{\displaystyle p(\mathrm {sober} )=0.999,}
{\displaystyle p(D\mid \mathrm {drunk} )=1.00,} and
{\displaystyle p(D\mid \mathrm {sober} )=0.05.}
وباستخدام القيم السابقة وبتعويضها في قانون الاحتمال الكلّي ينتج:
{\displaystyle p(D)=p(D\mid \mathrm {drunk} )\,p(\mathrm {drunk} )+p(D\mid \mathrm {sober} )\,p(\mathrm {sober} )}
وهذا يعطي:
{\displaystyle p(D)=(1.00\times 0.001)+(0.05\times 0.999)=0.05095.}
وبتعويض هذه النتائج في مبرهنة بايز نحصل على:
{\displaystyle p(\mathrm {drunk} \mid D)={\frac {1.00\times 0.001}{0.05095}}=0.019627.}
وهي نفس النتيجة التي حصلنا عليها في السابق.

#### في حالة سكان ذوي نسبة حدوث منخفضة
الآن، اعتبر أن نفس الاختبار تم تطبيقُهُ على العينة السكانية (ب)، حيث فقط 2% من السكان مصابون بالمرض، النتيجة المتوقعة من 1000 اختبار على العينة السكانية (ب) سوف يكون:
مصابين والأختبار يُظهر نتيجة ايجابية حقيقية
1000 × 2/100 = 20
20 شخصًا سوف يستلمون نتيجة فحص ايجابية حقيقية
غير مصابين والأختبار يُظهر نتيجة فحص ايجابية كاذبة
1000 × 100 – 2/100 × 0.05 = 49
49 شخصًا سوف يستلمون نتيجة فحص ايجابية كاذبة
ال931 شخصًا المتبقين سوف يستلمون نتيجة اختبار حقيقية سالبة 931 (= 1000 - (49 + 20)).
في العينة السكانية (ب)، فقط 20 شخصًا من مجموع 69 شخصًا من اللذين لديهم نتيجة فحص إيجابية هم مصابون بالمرض فعلًا. لذلك، احتمالية كون الشخص مصاب فعلا بعد أن يُقال لهُ أنه مُصاب هي فقط 29% (20/20 + 49) لاختبار يبدو بطريقة مختلفة على أنه «دقيق بنسبة 95%»
الفاحص اللذي لديه خبرة في العينة السكانية (أ) يمكن أن يجد مفارقًة في العينة السكانية (ب)، نتيجة لطالما كانت تبين الإصابة بشكل صحيح أصبحت الآن ايجابية كاذبة عادًة. الأرتباك الناتج من الاحتماليات اللاحقة للأصابة مع الاحتمالية السابقة في استلام نتائج ايجابية كاذبة هو خطأ طبيعي بعد استلام نتيجة أختبار مهدد للحياة.

### مثال 3: التعرف على الأرهابي
في مدينة يقطُنُها مليون شخص ليكن هنالك 100 إرهابي و 999900 غير إرهابيين. لتبسيط المثال، نفترضُ أن جميع من في المدينة هم سكانُها. لذلك، احتمالية معدل الأساس لكون عينة عشوائية مُختارة من أحد السكان إرهابيا هي 0.0001، واحتمالية معدل الأساس لنفس الشخص كونه غير ارهابي هي 0.9999. في محاولة للإمساك بالإرهابيين، المدينة قامت بنصب نظام للإنذار مع كامرات مراقبة وبرنامج لتمييز الوجوه بشكل تلقائي.
البرنامج فيه نسبتين للفشل بمقدار 1%:
- النسبة السلبية الكاذبة: إذا ما مسحت الكامرة إرهابيا، سيرن جرس في 99% من الاوقات، وسيفشل الجرص بالرنين في 1% من الأوقات.
- النسبة الايجابية الكاذبة: إذا ما مسحت الكامرة غير إرهابي، لن يرِنَ الجرس في 99% من الاوقات، وسيرنُ الجرص في 1% من الأوقات

افترض أن أحد السكان تسبب في تشغيل الإنذار، ما هي احتمالية كون ذلك الشخص ارهابيًا؟ بكلمات أخرى، الاحتمالية (عدد الارهابيين / عدد مرات رنين الجرس)، احتمالية كون الشخص اللذي تسبب برنين الجرس ارهابيًأ مع أخذ عدد مرات رنين الجرس بنظر الأعتبار، شخص يعمل على مغالطة معدل الأساس سوف يستنتج أن هنالك فرصة 99% أن الشخص اللذي تم تشخيصه هو إرهابي. بالرغم من أن الاستنتاج يبدو عقلانيًا، هو في الحقيقة منطقٌ سيء، والحسابات الاّتية ستُظهر فُرَص كون الشخص إرهابيًا هي في الحقيقة مقاربة ل1%، وليس 99%.
المغالطة تنشأُ من خلط طبيعتين لنسبتي فشل مختلفتين. 'عدد مرات عدم رنين الجرس لكل 100 إرهابي' و 'عدد الارهابيين لكل 100 دقة جرس' هما كميتان غير مرتبطتان. إحداهما لا تساوي الاُخرى بالضرورة، وليس من الواجب حتى كونهُنَ متساويتين تقريبًا. لتوضيح ذلك، إعتبر ما يحدُث إذا ما تم نصبُ نفس نظام الإنذار في مدينة ثانية لا تحتوي على ارهابيين بالمرة. ففي المدينة الأولى، الإنذار كان يشتغل مرة واحدة من كل 100 مرة يُشخَص فيها شخص غير إرهابي، ولكن خلافًا للمدينة الأولى، الإنذار لن يشتغل بسبب وجود شخص إرهابٍي. لهذا، فإن نسبة 100% من جميع الانذارات كانت لغير الإرهابيين، ولكن النسبة السلبية الكاذبة لا يمكن حتى حسابها. عدد غير الإرهابيين لكل 100 رنة جرس في تلك المدينة هو 100، مع ذلك فإن احتمالية تشخيص شخصٍ إرهابي هي صفر مع أخذ عدد مرات رنين الجرس بنظر الاعتبار (عدد الارهابيين / عدد مرات رنين الجرس = 0%)
تخيل ان سكان المدينة الأولى بالكامل واللذين تعدادهم مليون شخص قد عبرو من امام الكامرة. ما يُقارب 99 من الارهابيين سوف ستسببون بتشغيل الإنذار وكذلك سيفعل 9,999 من ال999900 شخص غير الارهابيين. لهذا، ما يُقارب 10098 من الاشخاص سوف يشغلون الإنذار، اللذين 99 منهم سيكونون ارهابيين. لذلك، احتمالية كون الشخص اللذي شغل الإنذار ارهابيًا فعلًا، هي فقط 99 في 10098، أي أقل من 1%، وتحت نسبة تخميننا الابتدائي بكثير اللذي كان 99%.
مغالطة معدل الأساس مُضللة في هذا المثال بسبب وجود عدد من من غير الارهابيين أكثر من الارهابيين، وعدد الايجابيات الكاذبة (غير الارهابيين مٌشخصين كأرهابيين) هي أكبر بكثير من الايجابيات الحقيقية (العدد الحقيقي للإرهابيين).

## نتائج في علم النفس
في التجارب، وُجد أن الناس يُفضلون معلومات فردية على معلومات عامة في حالة وجود النوع الأول.
في بعض التجارب، طُلب من الطلاب تقدير متوسط نقاط الصف (GPA) لطلاب افتراضيين. عند اعطائهم احصائيات متعلقة بتوزيع ال (GPA)، مالَ الطلاب إلى تجاهل تلك الاحصائيات عندما تم إعطائهم معلومات مفصلة عن طالب معين حتى لو كانت تلك المعلومات المفصلة الجديدة لا علاقة لها بأداء المدرَسةَ بشكل واضح. [6]لقد ت استخدام هذه النتيجة لمناقشة عدم ضرورية إجراء المقابلات لمنح الكليات لأن المقابلات لا تقدِر أن تختار المُرشحين الناجحين أفضل من الاحصائيات الأساسية.
الطبيب النفسي دانيل كاهنيمان واّموس تفيرسكي حاولوا شرح تلك النتيجة في إطار قاعدة بسيطة أو «إرشادية» تُسمى ألتمثيل. ناقشوا أن العديد من الأحكام ذات العلاقة بالأرجحية، أو بالسبب والنتيجة، تبنى على كيفية تمثيل شيء ما مقارنًة بشيِء آخر، أو بتصنيف ما. كاهنيمان يعتَبِرُ أن معدل الاساس بأنها نوع من أنواع تجاهل الامتداد. ريتشارد نيسبيت ناقَشَ أن بعض التحيزات النسبية مثل خطأ الإسناد الأساسي هي حالات من مغالطة معدل الأساس: الناس لا يسلعملون «إجماع المعلومات» (معدل الاساس) عن كيفية تصرف الآخرين في مواقف مماثلة وبدلًا من ذلك يفضلون أبسط سِمات التصرف.
هذا نقاش كبير في علم النفس حول الظروف اللتي على أساسها يقرر الناس تقدير معلومة معدل الأساس أم لا. الباحثون في برنامج الإستدلال والتحيز أكدو نتائج تجريبية تُبين أن الناس يميلون إلى تجاهل معدل الأساس وعمل إستدلالات تَخرِق معايير معينة للتفكير الاحتمالي، مثل نظرية بايس. الإستنتاج المأخوذ من هذا الخط من البحث كان أن التفكير الاحتمالي البشري هو مُعيب ومُعرض للخطأ. باحثون اخرون أكدو على الصلة بين العمليات المعرفية وأشكال المعلومات، النقاش بأن إستنتاجاتٍ كتلك هي بصورة عامة غير مضمونة.